# Olga Fadiejewa
Olga Jefimowna Fadiejewa (białorus. Вольга Яфімаўна Фадзеева) - (ur. 15 października 1978 w Mińsku) – białoruska i rosyjska aktorka teatralna i filmowa.  

## Życiorys
Wychowała się w rodzinie artystycznej, jej rodzice byli tancerzami baletowymi. Olga od 1995 kształciła się w Białoruskiej Akademii Sztuk w Mińsku. W tym czasie wystąpiła po raz pierwszy w filmie, biorąc udział w realizacji wideoklipów Aleksandra Malinina. Jej talent dostrzegł reżyser Borys Lucenko i zaprosił ją, aby zagrała główną rolę żeńską w przygotowywanej przez niego inscenizacji Hamleta.
W 1999 na zaproszenie reżysera Walerego Rajewskiego i rozpoczęła pracę w Teatrze im. Janki Kupały, z którym jest związana do dzisiaj.
Jej debiutem na dużym ekranie była epizodyczna rola w filmie Gra, popularność przyniosła jej główna rola żeńska w serialu telewizyjnym - Żołnierze.

## Filmografia
- 1994: Gra
- 2000: Gwiazda Wenus jako nauczycielka
- 2004: Żołnierze jako pielęgniarka Irina Pylejewa
- 2006: Pamiętam jako Ina
- 2008: Niezwyciężony jako Nadieżda Orłowa
- 2009: Cyganki jako Sasza Konowa
- 2011: Pierniki z ziemniaków jako Wiera